# Reformierte Kirche Lü GR

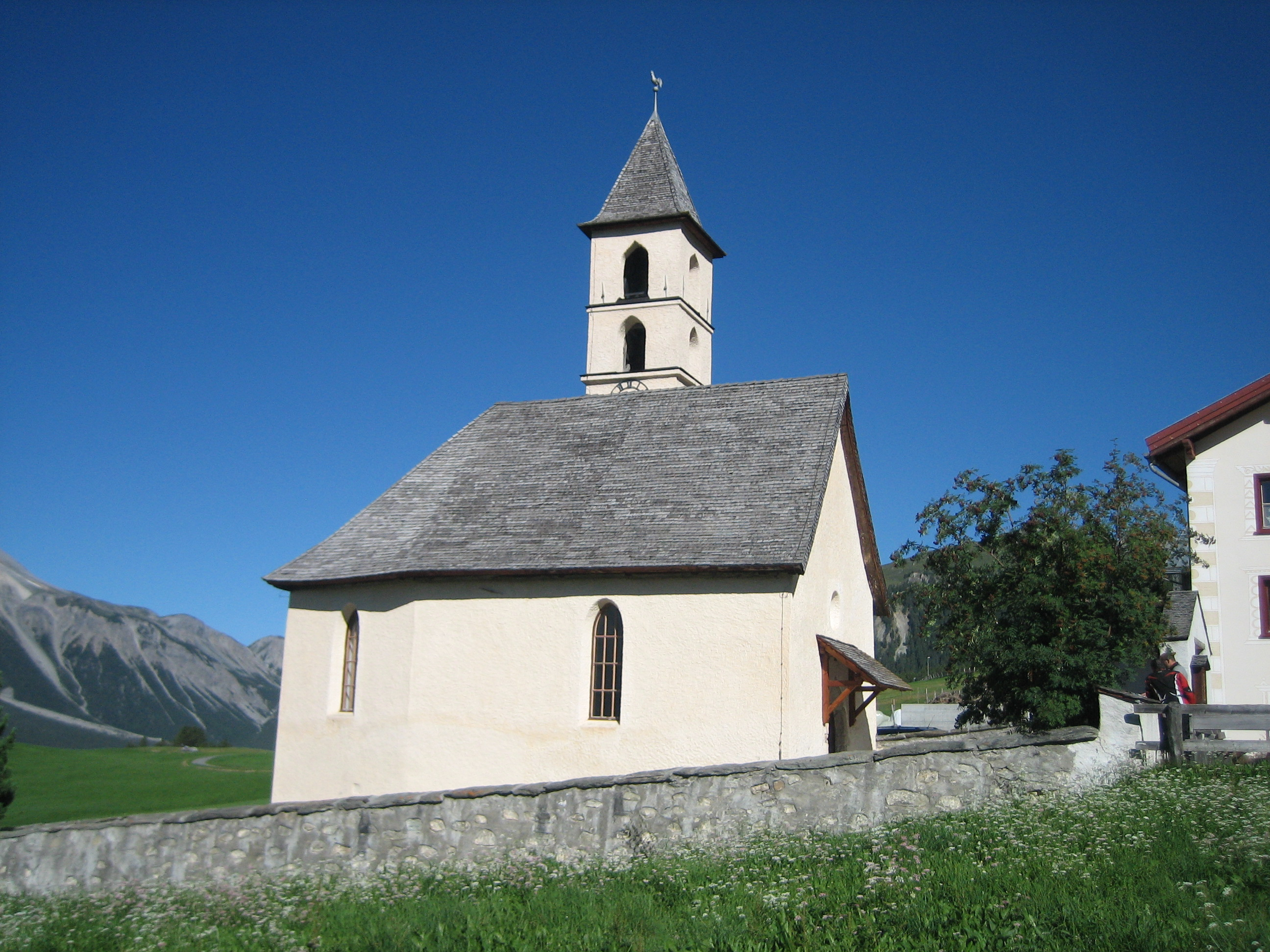
Die Dorfkirche von Lü

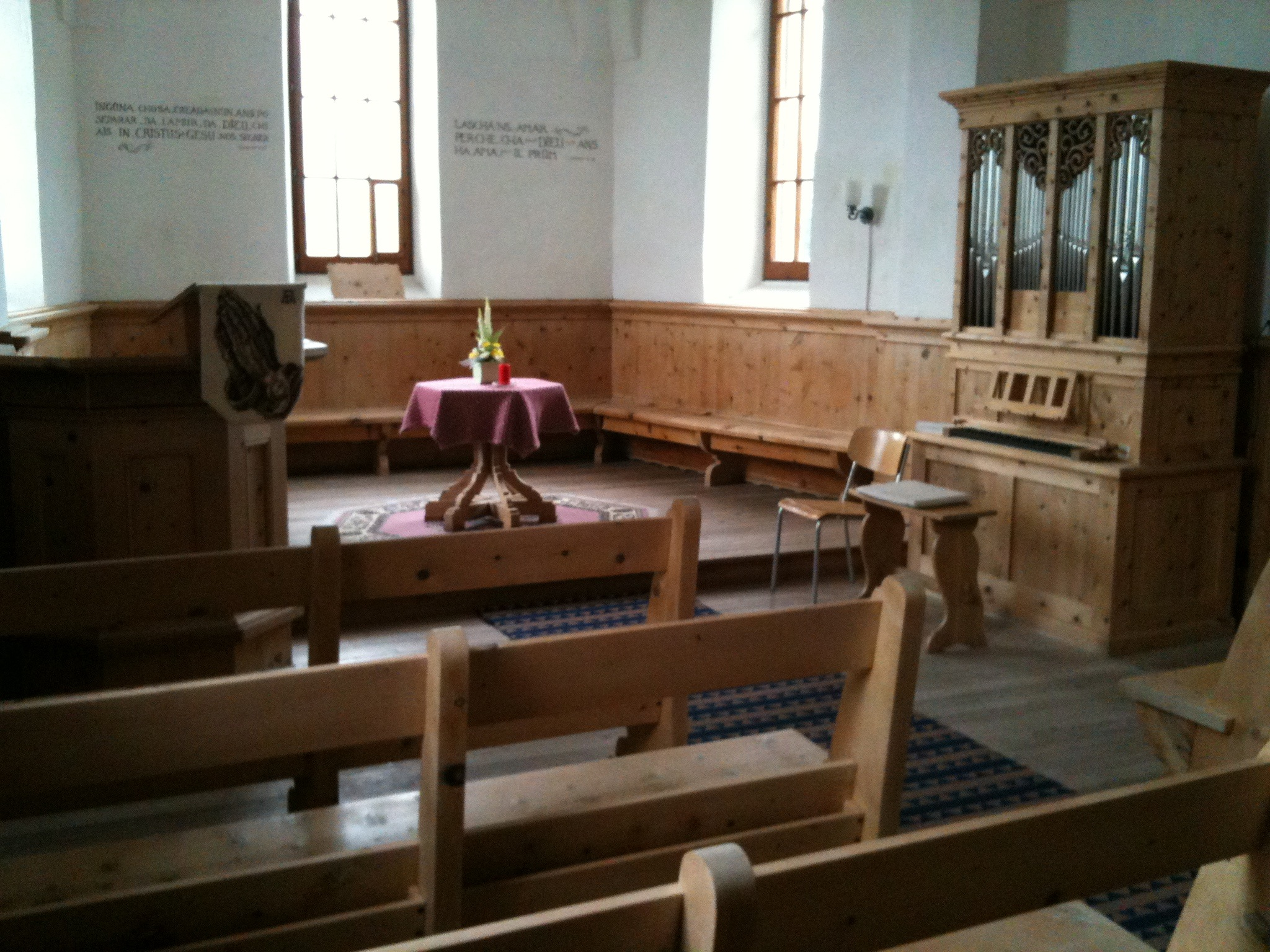
Innenraum

Die reformierte Kirche in Lü im Val Müstair ist ein evangelisch-reformiertes Gotteshaus unter dem Denkmalschutz des Kantons Graubünden.

## Geschichte und Ausstattung
Seit dem ausgehenden 15. Jahrhundert war Lü eine Filialkirche von Sta. Maria. 
1530 wurde die Reformation in Lü wie in der ganzen Talschaft mit Ausnahme Müstairs angenommen.
Danach bildeten Fuldera und Lü eine kirchliche Einheit. Diese wurde in den 20er Jahren des 19. Jahrhunderts kurzfristig unterbrochen, als Lü einen eigenen Pfarrer anstellte.
Das Kirchenschiff trägt ein Walmdach, der Kirchturm mit zweigeschossiger Glockenstube ein Zeltdach.
Im Mittelpunkt des Kircheninneren, dessen Chor von einem filigran und leicht wirkenden Kreuzgewölbe überdeckt ist, steht ein Tauftisch, auf dem auch das Abendmahl gefeiert wird. 
Die Kirche bietet Platz für 50–70 Personen.

## Kirchliche Organisation
Die Evangelisch-reformierte Landeskirche Graubünden führt Lü als Predigtstätte der fusionierten Kirchgemeinde Val Müstair, in die die langjährige bisherige Pastorationsgemeinschaft des oberen Münstertals zusammen mit Tschierv und Fuldera 2013 aufging.

## Galerie

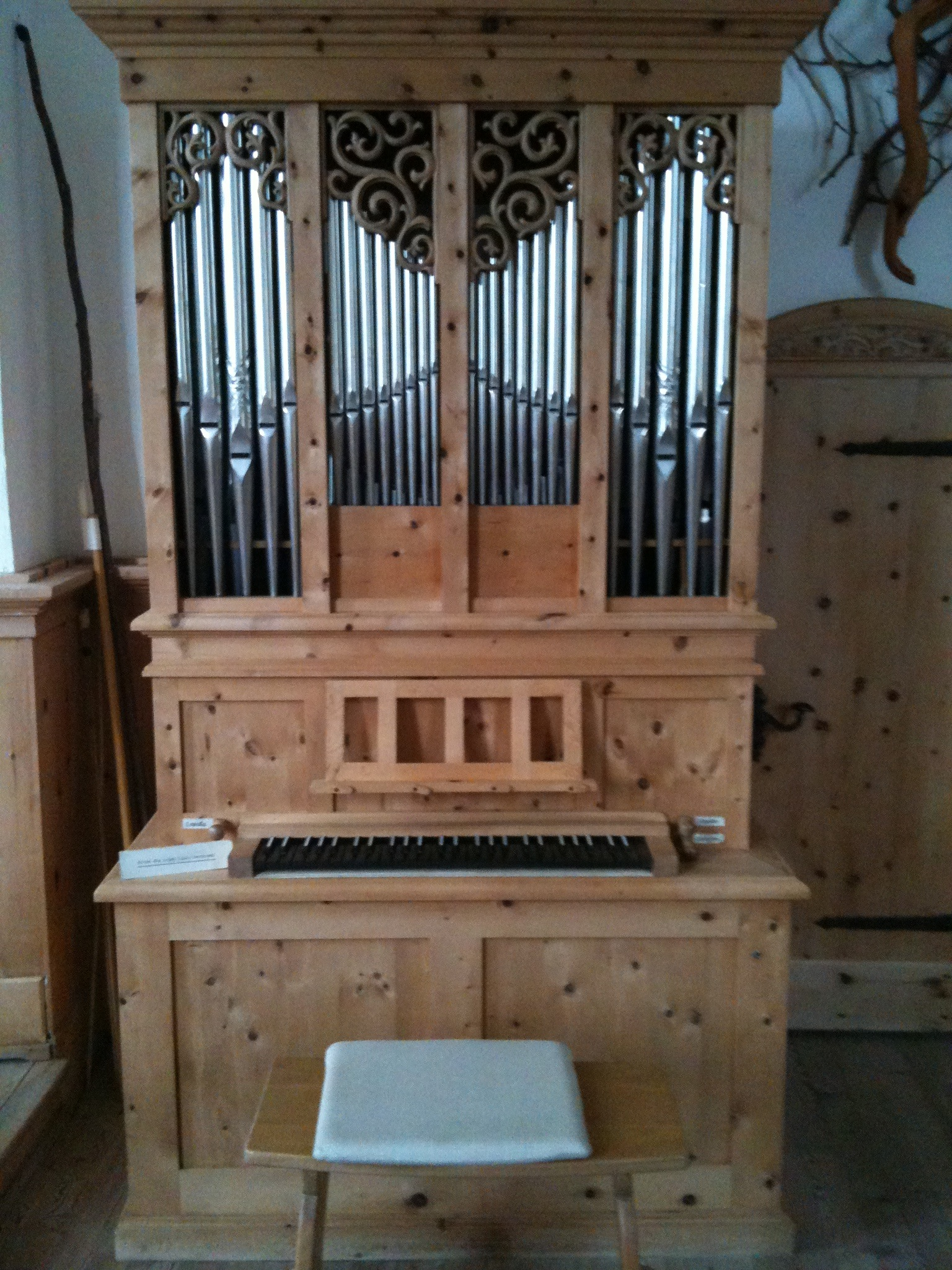
Orgel
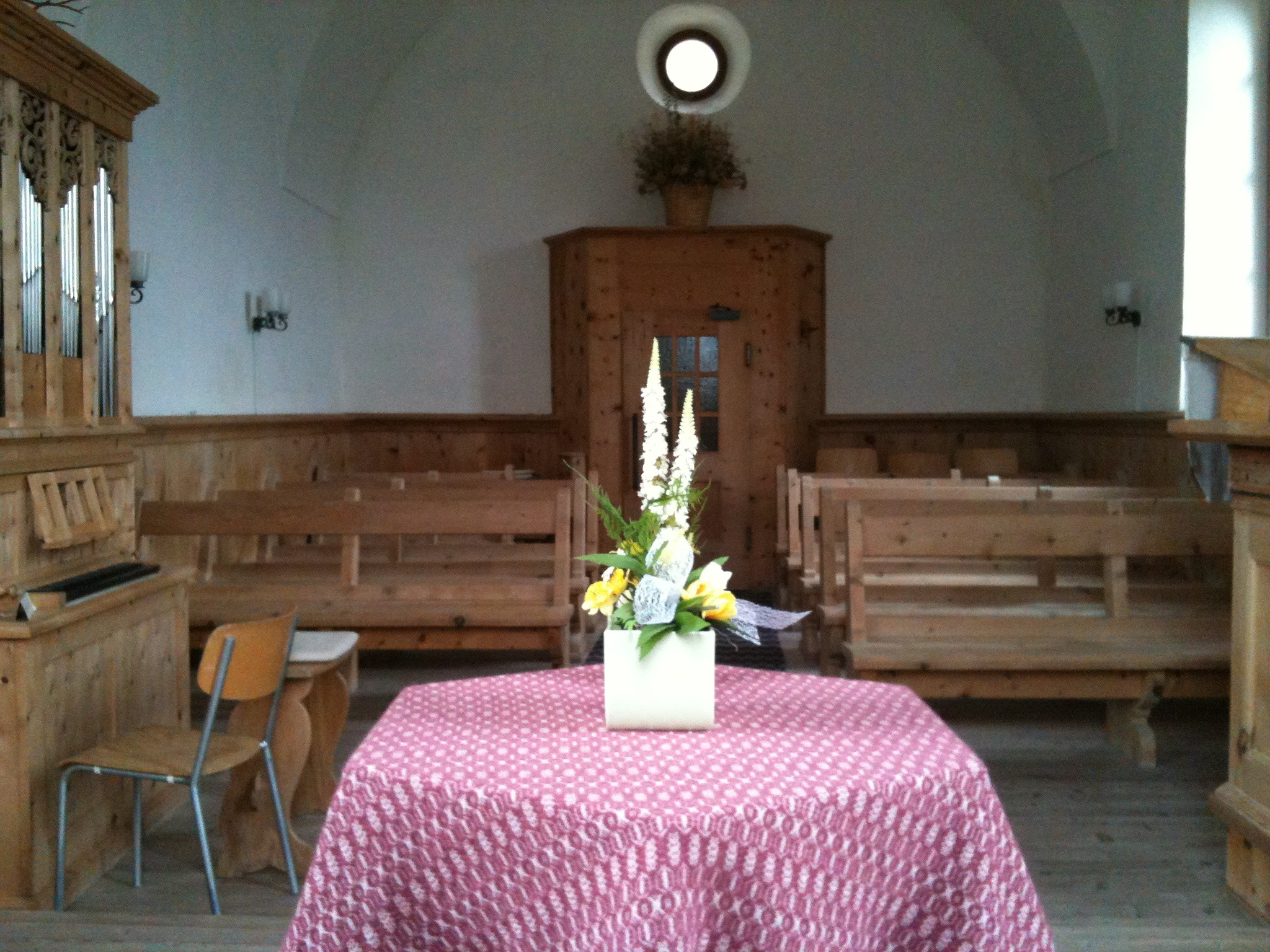
Innenraum vom Chor aus gesehen
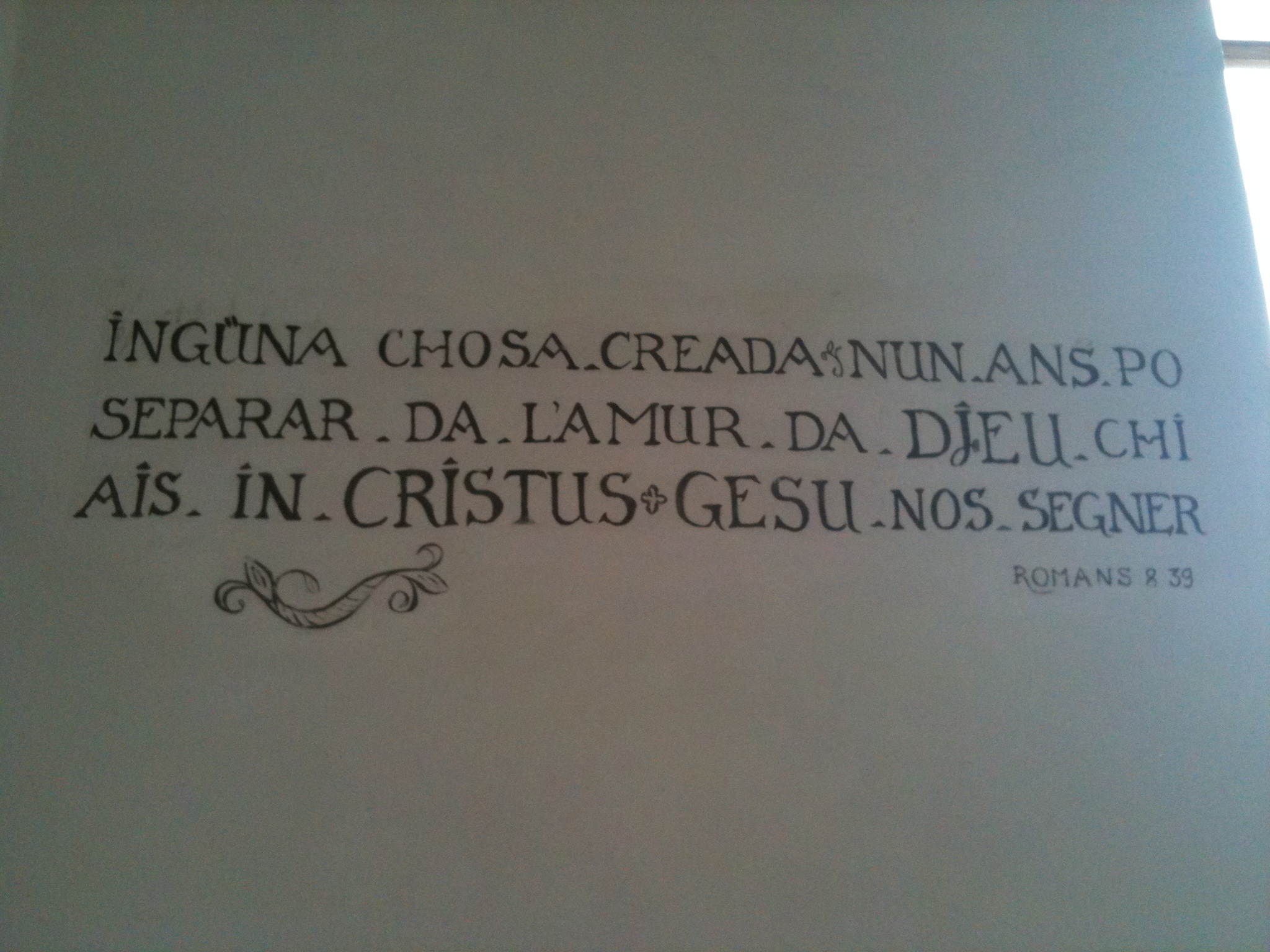
Biblischer Wandspruch auf Vallader
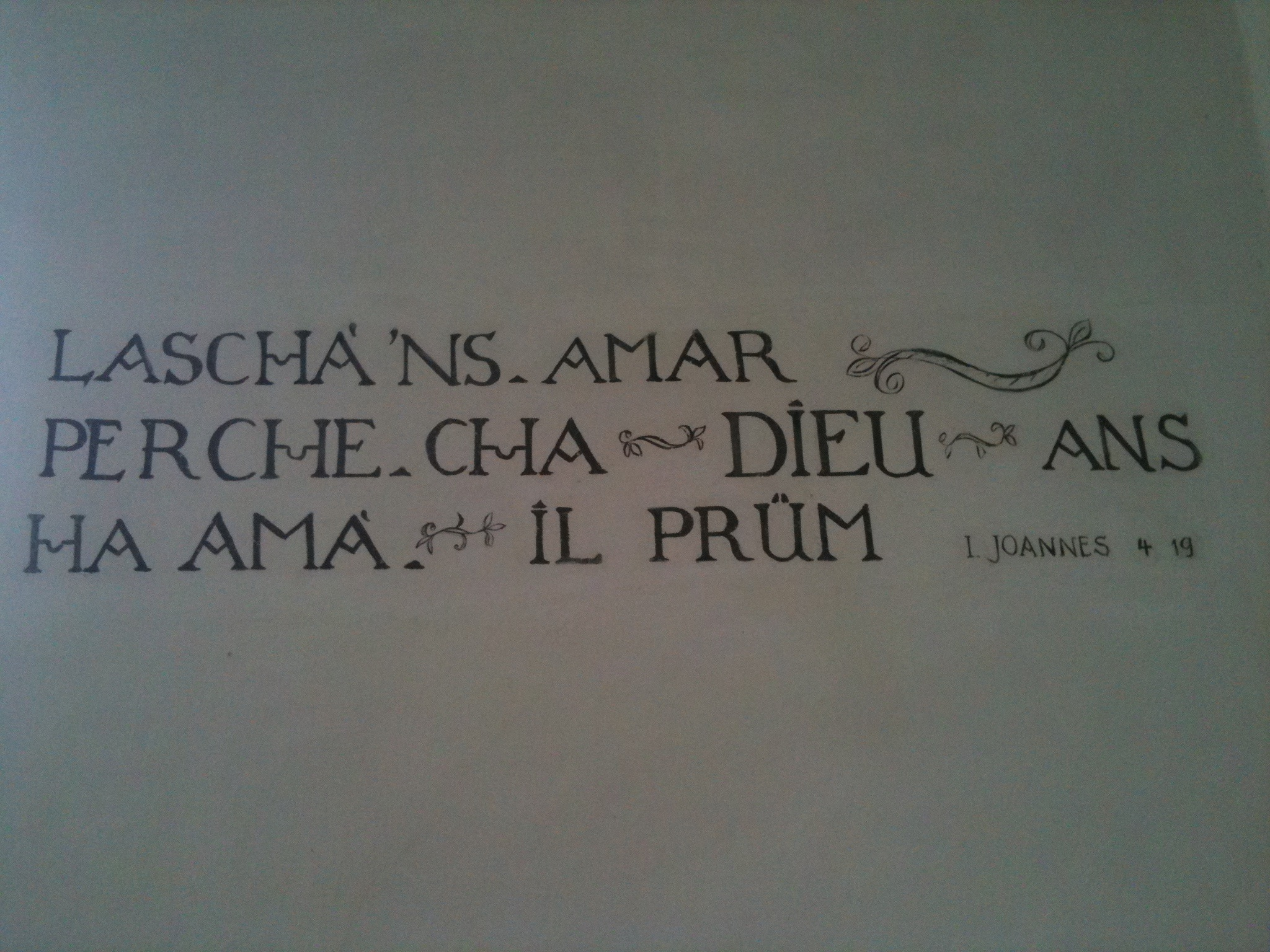
Biblischer Wandspruch
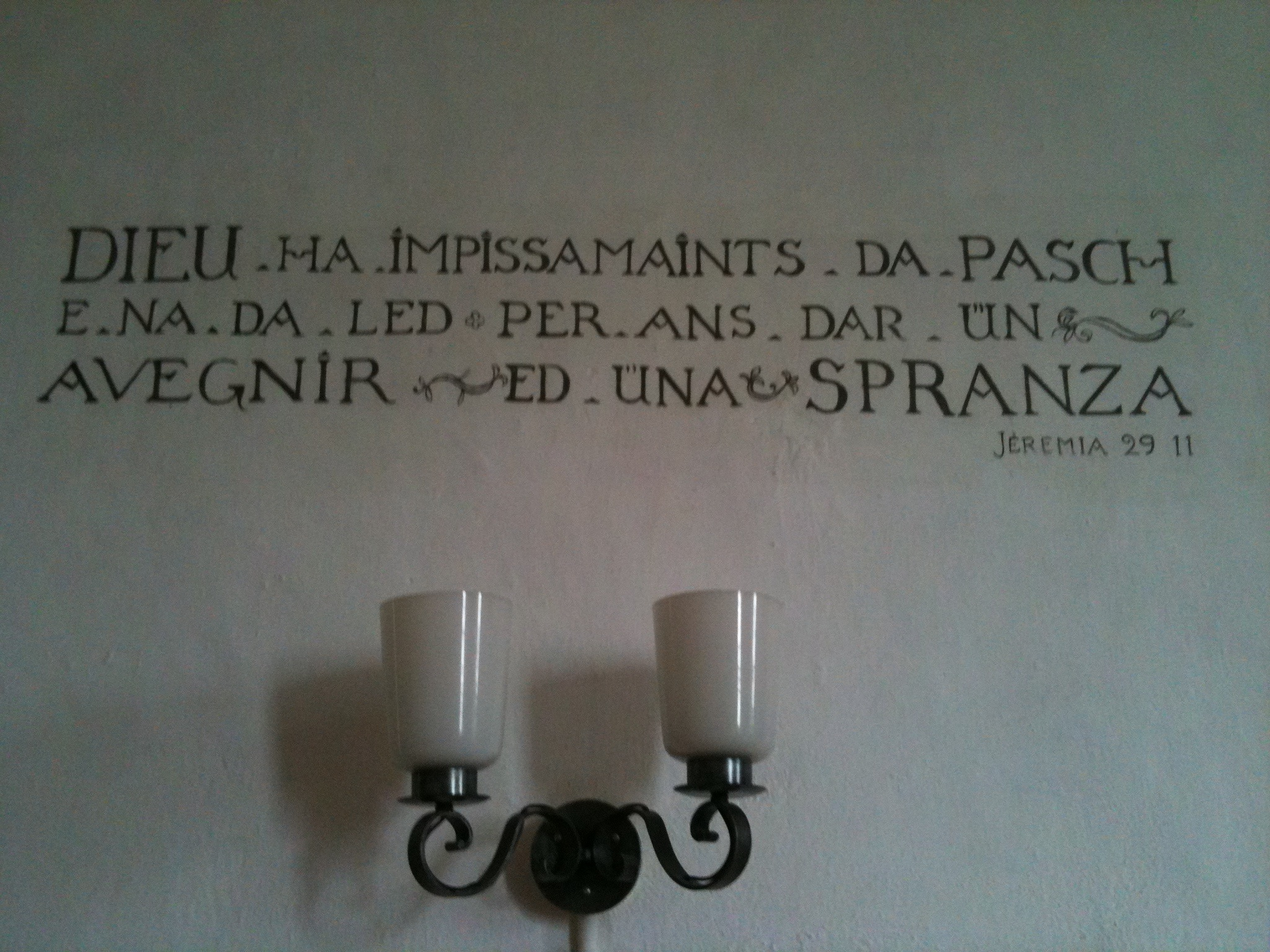
Biblischer Wandspruch
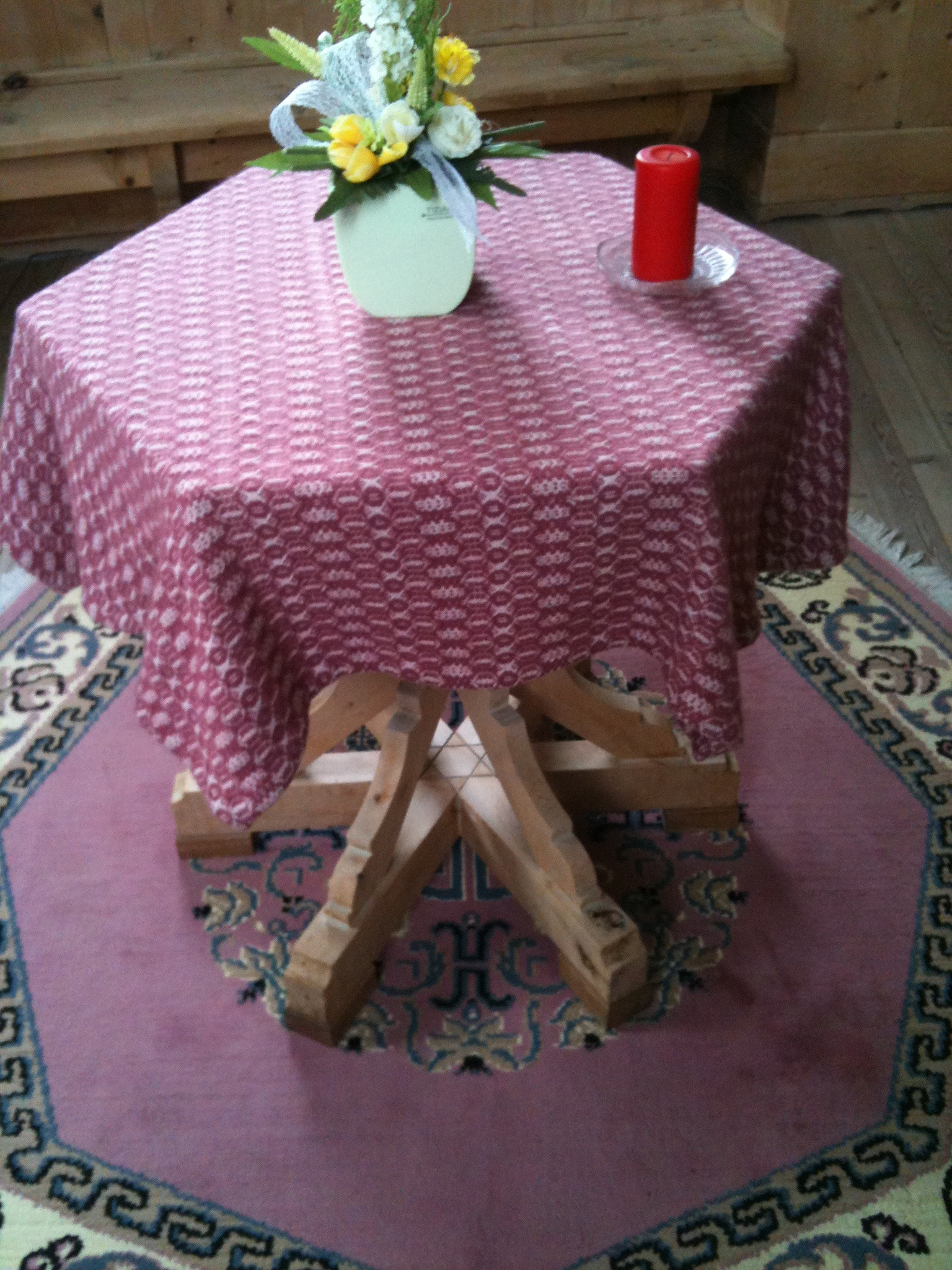
Tauf- und Abendmahlstisch, am Fuss zentral der eingeschnitzte Davidstern